# Lijst van oorlogsmonumenten in Leudal
De Nederlandse gemeente Leudal heeft 27 oorlogsmonumenten. Hieronder een overzicht.
| Nr.                             | Object                                         | Herdachte groep                                                                                  | Ontwerper                                              | Onthulling        | Type            | Locatie                                                                     | Plaats      | Coördinaten                   | Foto              |
| ------------------------------- | ---------------------------------------------- | ------------------------------------------------------------------------------------------------ | ------------------------------------------------------ | ----------------- | --------------- | --------------------------------------------------------------------------- | ----------- | ----------------------------- | ----------------- |
| 9                               | Oorlogsmonument                                | militairen in dienst van het Ned. Kon. 1940-1945, burgerslachtoffers, verzet Nederland           | T. Franssen                                            |                   | gedenksteen     | Van Loonstraat, 6081 BN                                                     | Haelen      | 51° 14' 6" NB, 5° 57' 8" OL   |                   |
| 13                              | Oorlogsmonument                                | burgerslachtoffers, burgers voormalig Nederlands-Indië                                           |                                                        |                   | plaquette       |                                                                             | Nunhem      | 51° 14' 37" NB, 5° 57' 53" OL |                   |
| 1519                            | Monument voor Jan Muis en Jan Mennen           | verzet Nederland                                                                                 | Pastoor Jean Adams (ontwerp), J. Stappers (uitvoering) | 6 oktober 1946    | gedenksteen     |                                                                             | Roggel      | 51° 15' 46" NB, 5° 55' 21" OL |                   |
| 1520                            | Verzetsmonument                                | verzet Nederland                                                                                 |                                                        |                   | plaquette       |                                                                             | Haelen      | 51° 14' 9" NB, 5° 57' 26" OL  |                   |
| 1521                            | Oorlogsmonument                                | militairen in dienst van het Ned. Kon. 1940-1945, burgerslachtoffers                             | Har Sillen (13-05-1949)                                | 1 november 1984   | gedenksteen     | Wal 1, 6081 BB                                                              | Horn        | 51° 12' 30" NB, 5° 57' 0" OL  |                   |
| 1524                            | Gedachteniskapel                               | burgerslachtoffers                                                                               |                                                        |                   | kapel           | Leudalweg, 6086 AT                                                          | Neer        | 51° 15' 20" NB, 5° 58' 3" OL  |                   |
| 1528                            | Monument van Verdraagzaamheid (Leudalmonument) | algemeen, geallieerde militairen, militairen in dienst van het Ned. Kon. 1940-1945               | Thea Houben (02-02-1958)                               | 8 maart 2001      | beeld/sculptuur | Roggelseweg 58, 6081 HP                                                     | Haelen      | 51° 14' 58" NB, 5° 56' 7" OL  | Meer afbeeldingen |
| 1591                            | Plaquette                                      | geallieerde militairen                                                                           |                                                        | 28 april 2005     | plaquette       | Dorpstraat 38, 6082 AP                                                      | Buggenum    | 51° 13' 55" NB, 5° 58' 51" OL |                   |
| 1798                            | Vredesmonument                                 | algemeen, allen                                                                                  | Dick van Wijk                                          | 27 juni 1981      | beeld/sculptuur | Stationsstraat, 6093 BJ                                                     | Heythuysen  | 51° 14' 51" NB, 5° 53' 36" OL |                   |
| 2133                            | Oorlogsmonument                                | geallieerde militairen, burgerslachtoffers                                                       | J. Drummen                                             | 28 september 1985 | beeld/sculptuur | Kraakstraat 2, 6013 RS                                                      | Hunsel      | 51° 11' 26" NB, 5° 48' 45" OL |                   |
| 2256                            | Indië-monument                                 | militairen in dienst van het Ned. Kon. na 1945                                                   | St. Joris keramische industrie                         |                   | gedenksteen     | Kerkplein 4, 6086 BK                                                        | Neer        | 51° 15' 37" NB, 5° 59' 20" OL |                   |
| 2494                            | Monument in de St.-Martinuskerk                | algemeen                                                                                         |                                                        |                   | overig          |                                                                             | Neer        | 51° 15' 37" NB, 5° 59' 20" OL |                   |
| 2799                            | Lancaster-monument                             | geallieerde militairen                                                                           |                                                        | 13 november 2003  | gedenksteen     | Op den Birkenbosch 3                                                        | Heythuysen  | 51° 15' 23" NB, 5° 52' 47" OL |                   |
| 2882                            | Sporen die bleven                              | burgerslachtoffers                                                                               |                                                        |                   | plaquette       | Monseigneur Kierkelsplein, 6095 BK                                          | Baexem      | 51° 13' 34" NB, 5° 53' 0" OL  |                   |
| 2888                            | Sporen die bleven                              | burgerslachtoffers                                                                               |                                                        | 8 oktober 2004    | plaquette       | Dorpstraat 38, 6082 AP                                                      | Buggenum    | 51° 13' 55" NB, 5° 58' 51" OL |                   |
| 2895                            | Sporen die bleven                              | burgerslachtoffers                                                                               |                                                        |                   | plaquette       |                                                                             | Grathem     | 51° 11' 30" NB, 5° 51' 30" OL |                   |
| 2897                            | Sporen die bleven                              | burgerslachtoffers                                                                               |                                                        |                   | plaquette       |                                                                             | Haelen      | 51° 14' 9" NB, 5° 57' 26" OL  |                   |
| 2899                            | Sporen die bleven                              | burgerslachtoffers                                                                               |                                                        | 16 oktober 2004   | plaquette       |                                                                             | Heibloem    | 51° 18' 2" NB, 5° 53' 42" OL  |                   |
| 2903                            | Sporen die bleven                              | burgerslachtoffers                                                                               |                                                        |                   | plaquette       |                                                                             | Heythuysen  | 51° 14' 59" NB, 5° 54' 3" OL  |                   |
| 2904                            | Sporen die bleven                              | burgerslachtoffers                                                                               |                                                        | 8 oktober 2004    | plaquette       |                                                                             | Horn        | 51° 12' 28" NB, 5° 57' 1" OL  |                   |
| 2906                            | Sporen die bleven                              | burgerslachtoffers                                                                               |                                                        | 8 oktober 2004    | plaquette       | Kerkplein                                                                   | Kelpen-Oler | 51° 11' 27" NB, 5° 51' 30" OL |                   |
| 2917                            | Sporen die bleven                              | burgerslachtoffers                                                                               |                                                        | 4 oktober 2004    | plaquette       |                                                                             | Neer        | 51° 15' 36" NB, 5° 59' 19" OL |                   |
| 2918                            | Sporen die bleven                              | burgerslachtoffers                                                                               |                                                        | 8 oktober 2004    | plaquette       |                                                                             | Nunhem      | 51° 14' 37" NB, 5° 57' 53" OL |                   |
| 2924                            | Sporen die bleven                              | burgerslachtoffers                                                                               |                                                        |                   | plaquette       |                                                                             | Roggel      | 51° 15' 46" NB, 5° 55' 21" OL |                   |
| 3374                            | Lancaster-Monument                             | geallieerde militairen                                                                           |                                                        | 4 mei 2009        | beeld/sculptuur | Schansstraat 4, 6013 RB                                                     | Hunsel      | 51° 11' 37" NB, 5° 48' 25" OL |                   |
| 3464                            | Plaquette in de St. Petruskerk                 | militairen in dienst van het Ned. Kon. na 1945, militairen in dienst van het Ned. Kon. 1940-1945 | Louis Thijssen                                         |                   | plaquette       | Markt 1, 6088 BP                                                            | Roggel      | 51° 15' 49" NB, 5° 55' 23" OL |                   |
| 3689                            | Plaquette 1e Canadese Parachutistenbataljon    | burgerslachtoffers, geallieerde militairen                                                       |                                                        | mei 1995          | plaquette       | Dorpsstraat, Buggenum, 6082 AP                                              | Buggenum    | 51° 13' 54" NB, 5° 58' 51" OL |                   |
| Dit oorlogsmonument op Wikidata | Stolpersteine                                  | vervolgden Nederland                                                                             | Gunter Demnig                                          | 2010              | plaquette       | Een aantal locaties in de binnenstad, zie Lijst van Stolpersteine in Leudal | Heythuysen  |                               |                   |

Beek ·
Beekdaelen ·
Beesel ·
Bergen ·
Brunssum ·
Echt-Susteren ·
Eijsden-Margraten ·
Gennep ·
Gulpen-Wittem ·
Heerlen ·
Horst aan de Maas ·
Kerkrade ·
Landgraaf ·
Leudal ·
Maasgouw ·
Maastricht ·
Meerssen ·
Mook en Middelaar ·
Nederweert ·
Peel en Maas ·
Roerdalen ·
Roermond ·
Simpelveld ·
Sittard-Geleen ·
Stein ·
Vaals ·
Valkenburg aan de Geul ·
Venlo ·
Venray ·
Voerendaal ·
Weert